# Дом Ришелье
Дом Ришелье (также Пушкинский домик, Дом Воронцова, Дом Фундуклея, ныне Музей А. С. Пушкина в Гурзуфе) — здание построенное в Гурзуфе в 1811 году для новороссийского и бессарабского генерал-губернатора Армана де Ришельё. Известность дом приобрёл после пребывания в нём в 1820 году А. С. Пушкина. Сейчас — Музей А. С. Пушкина на территории парка санатория «Пушкино».

## Дом Ришелье
В 1808 году герцог Ришельё, тогдашний Новороссийский генерал-губернатор, купил участок в татарской деревне Юрзуф — «довольно обширный сад со старой хатой и несколькими участками земли, продававшийся с публичного торга после смерти какого-то бедного татарина, за 4000 рублей ассигнациями».

Сразу же, осенью 1808 года, в западном конце участка, по проекту оставшегося неизвестным одесского архитектора была начата постройка дома. Здание в «греческом стиле» в 2 этажа с мансардой было закончено в 1811 году. Это первое здание в европейском стиле в Гурзуфе и вообще на Южном берегу Крыма после присоединения Крыма к России. В тот год Ришелье последний раз был в своём имении, а осенью 1814 года вовсе покинул Россию. Впоследствии дом долго пустовал, но многочисленным путешественникам, начавшим посещать Южный берег Крыма, предоставлчлчсь возможность останавливаться в нём. Считается, что тогда же, на рубеже 1810-х годов, был заложен парк. К 1814 году к существующему участку прикупили ещё земли и имение увеличились до 280 десятин (около 305 гектаров), причём большая часть земель (примерно 2/3) располагалась в современном Ай-Даниле, а в самом Гурзуфе лежала меньшая часть имения. В этом доме неоднократно останавливались высокопоставленные гости: в 1816 году здесь гостил будущий император, великий князь Николай Павлович, в августе-сентябре 1820 года останавливалась семья Николая Раевского, с которыми путешествовал Александр Пушкин. Позже, в том же году, в имении побывал И. М. Муравьёв-Апостол. Посетителю дом не понравился, что выразилось в фразе «…отменный человек может иметь отменно дурной вкус в архитектуре…», здание же описано довольно подробно
Огромное здание состоит из крылец, переходов с навесом вокруг дома, а внутри из одной галереи занимающей всё строение, исключая четырёх небольших комнат, по две на каждом конце, в которых столько окон и дверей что нет места, где кровать поставить. В этом состоит всё строение, кроме небольшого кабинета над галереей под чердаком. в который надобно с трудом пролезть по узкой лестнице.
Муравьёв также отметил помещение «на чердаке, в бельведере», с которого открывался «прекрасный вид на море».
В 1822 году, по смерти Ришелье, по завещанию герцога, Гурзуфская усадьба отошла его адъютанту И. А. Стемпковскому, который в 1823 году продал имение тогдашнему новороссийскому и бессарабскому генерал-губернатору графу М. С. Воронцову.

### Пушкин в Гурзуфе
На рассвете 18 или 19 августа 1820 года Пушкин с Раевскими сошли с борта военного брига (варианты — корвета «Або», корабля «Мингрелия») на берег Гурзуфа, пробыв в нём несколько недель. Поэта поселили в мезонине дома Ришелье, выходившими на запад окнами. В этом доме Александр Сергеевич, по его словам, пережил счастливейшие минуты жизни, здесь поэт работал над поэмой «Кавказский пленник», написал несколько лирических стихотворений; здесь же у поэта зародился замысел романа «Евгений Онегин» : — «Там колыбель моего Онегина», вспоминал Пушкин о Крыме в конце жизни. Особая привязанность у поэта возникла к молодому кипарису, растущему у входа в здание (в настоящее время, после перестроек середины XIX века — за домом).

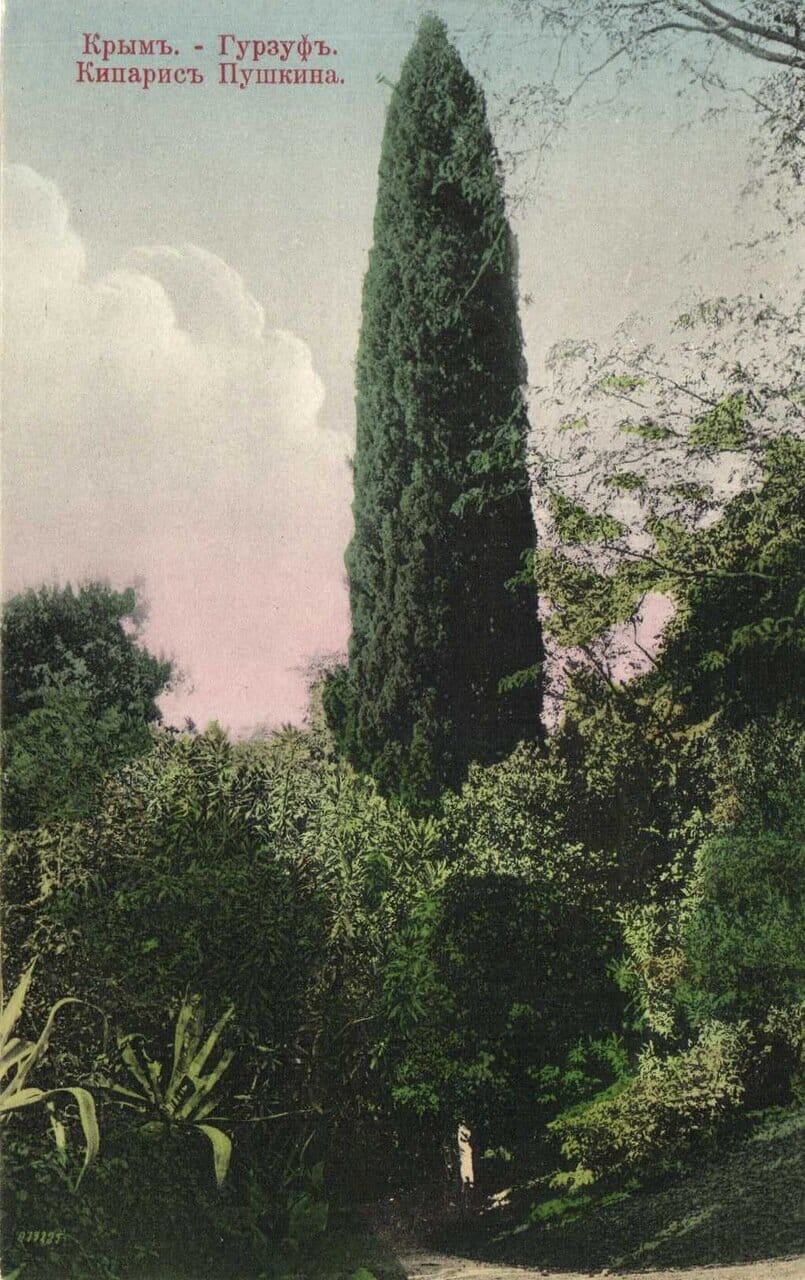
Кипарис Пушкина, дореволюционная открытка
Платан Пушкина, открытка 1920-х годов.
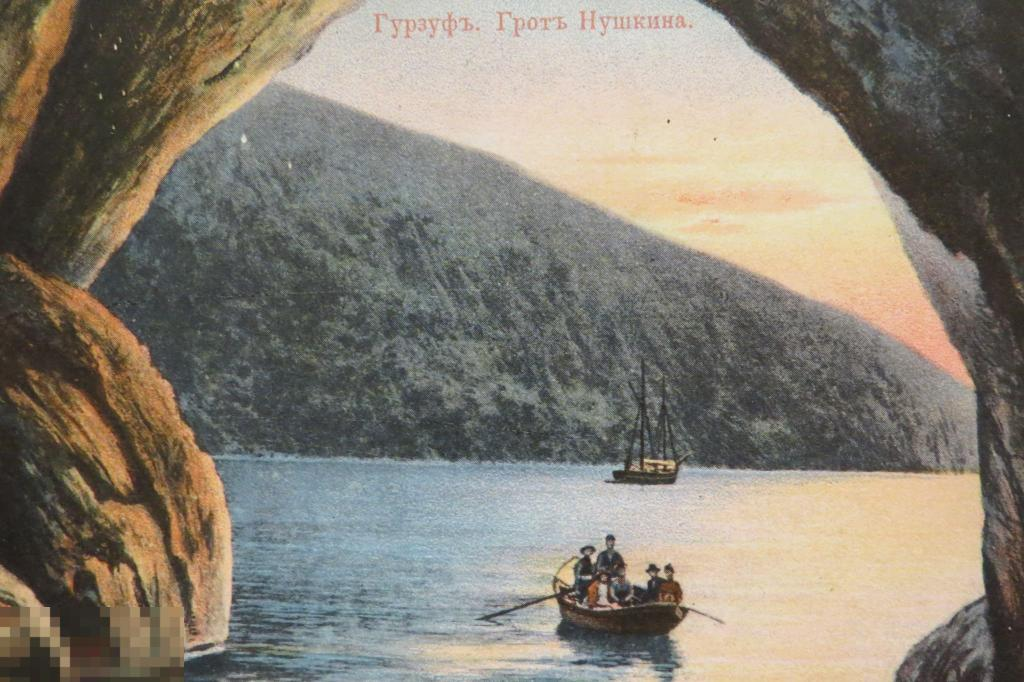
Грот Пушкина.

В Гурзуфе и окрестностях существует ещё несколько мест, называющихся Пушкинскими: пушкинский грот (или Грот Пушкина) и пушкинская скала напротив скал Адалары, пушкинская тропа на Аю-Даг. Достоверных фактов, подтверждающих посещение поэтом указанных мест нет, но местные легенды об этом, фактически, укоренились за прошедшие два века. Гурзуф Пушкин покинул 4, или не позже утра, 5 сентября 1820 года. Ещё одно связанное с поэтом дерево парка — Пушкинский платан, специально посаженный в 1838 году, в годовщину гибели Пушкина.

## Имение Воронцова
При Воронцове дом в имении благоустроили по европейским стандартам того времени. В дальнейшем, в XIX—XX веке дом неоднократно перестраивался, в результате чего первоначальный архитектурный облик значительно изменился. Воронцовым были заложены промышленные виноградники, а по другим сведениям, виноградники посадил следующий владелец Фундуклей, «вырубив 8 десятин мелкого леса». В июне 1825 года в доме гостил А. С. Грибоедов и в том же году в нём побывал император Александр I за несколько недель до своей смерти. 29 июня 1825 года в доме побывал Грибоедов, сделав, характерную для него запись в дневнике
…вид с галереи, кипарисники возле балкона, в мнимом саду гранатники, вправо море беспредельное, прямо против галереи Аю и впереди его два голые белые камня

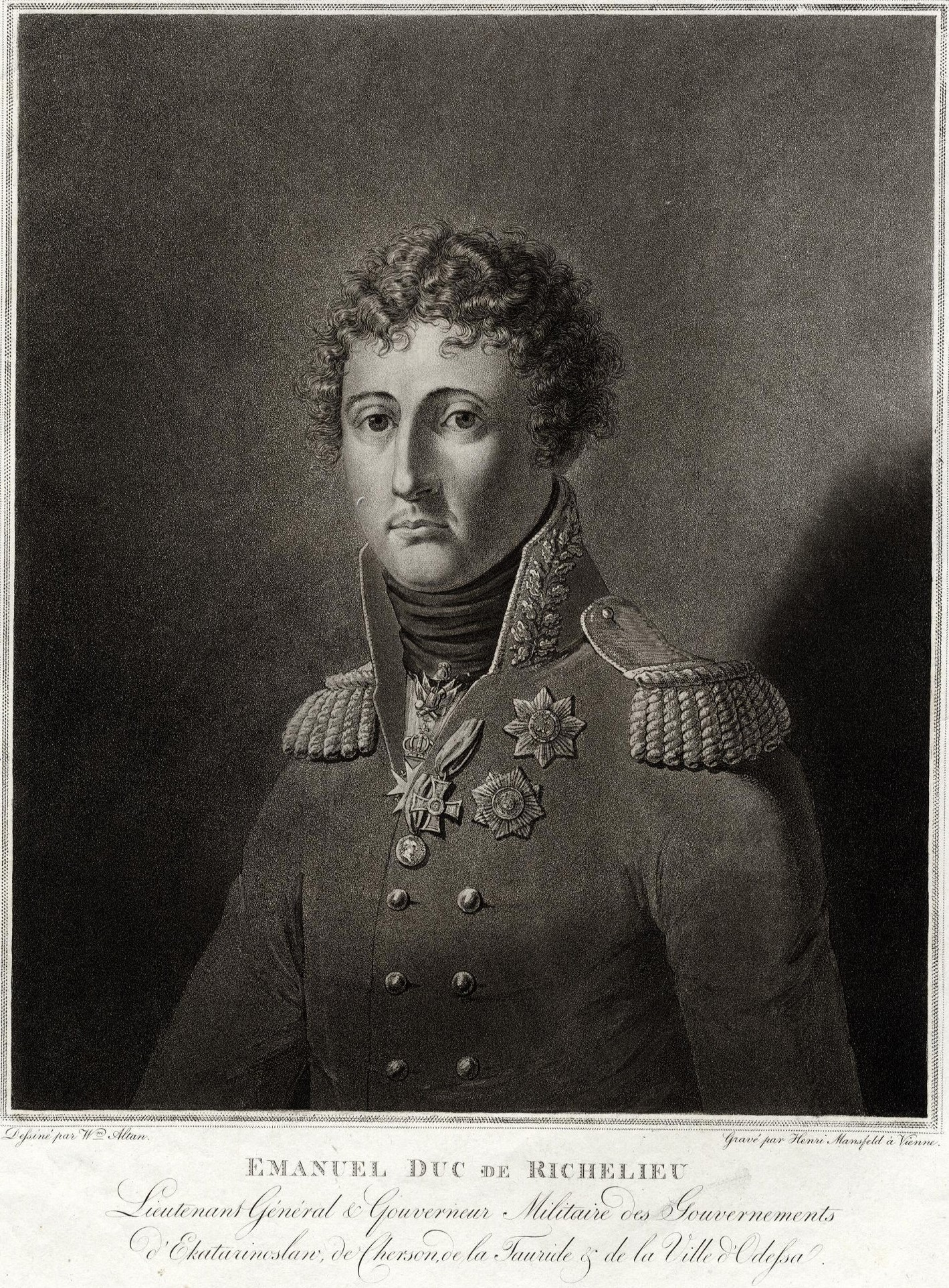
Арман-Эмануил дю Плесси де Ришелье.
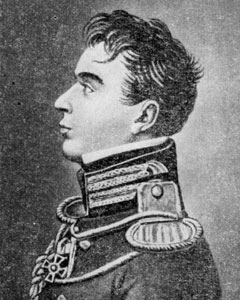
Иван Алексеевич Стемпковский.
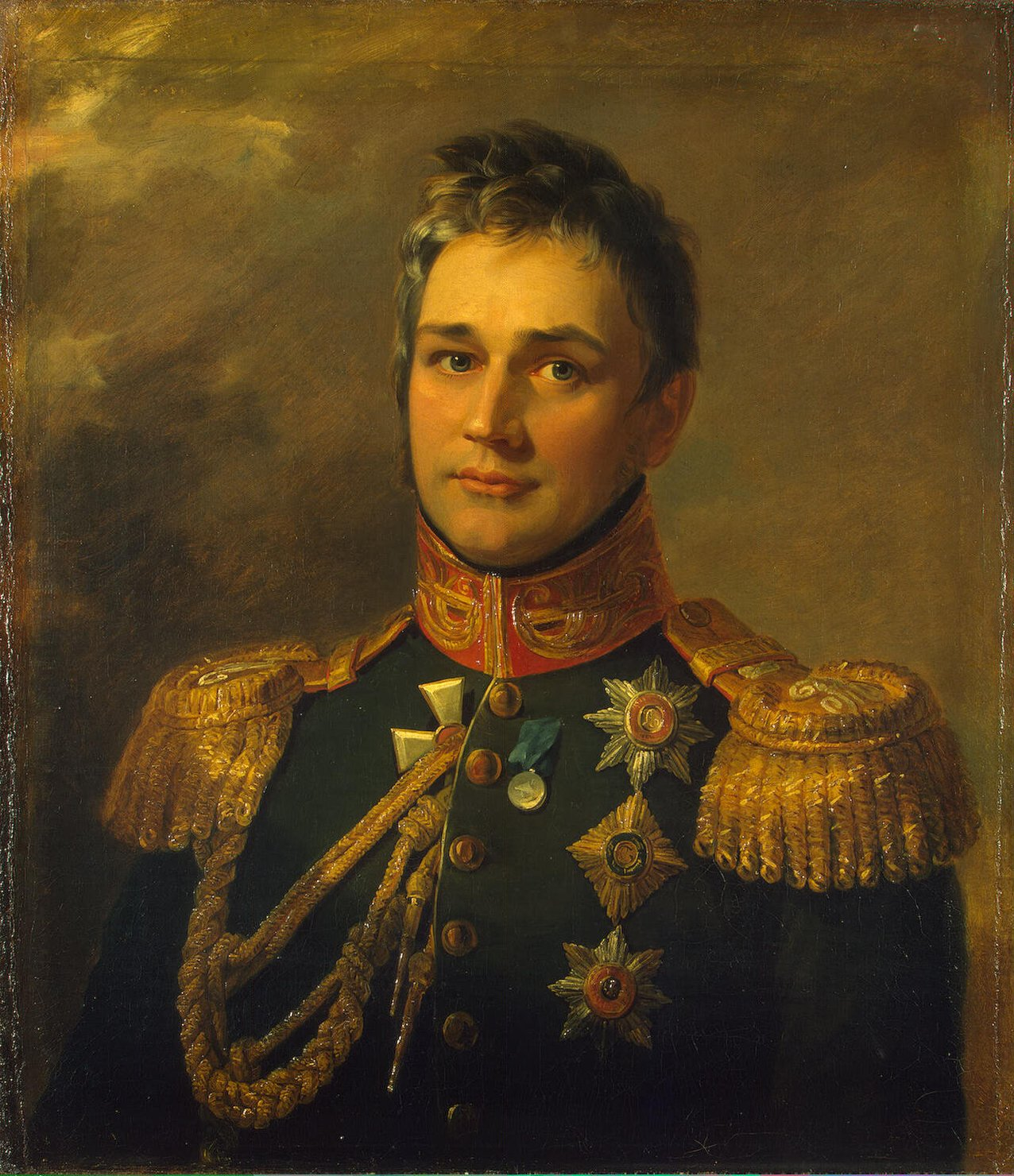
Михаил Семёнович Воронцов.
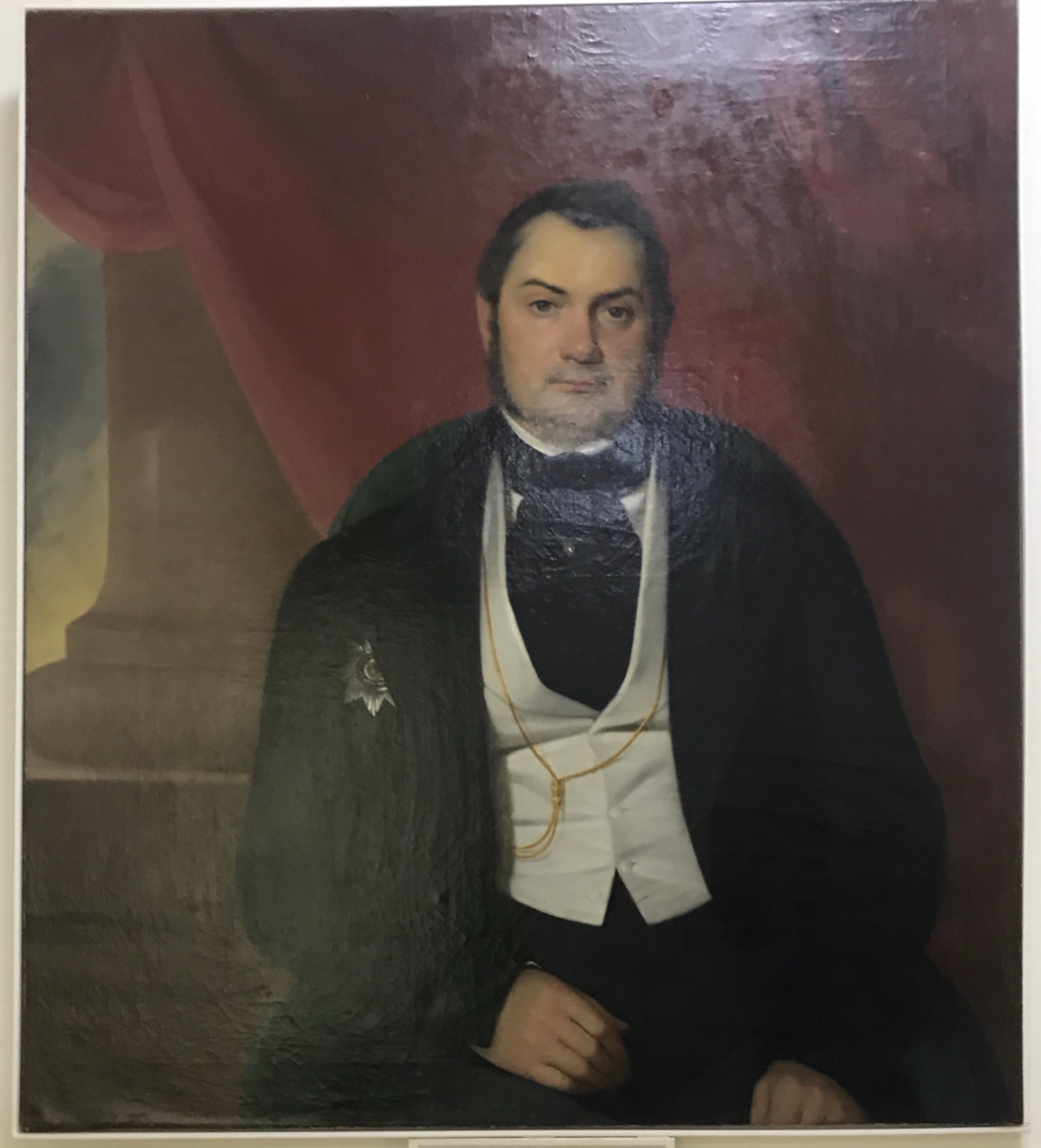
Иван Иванович Фундуклей.
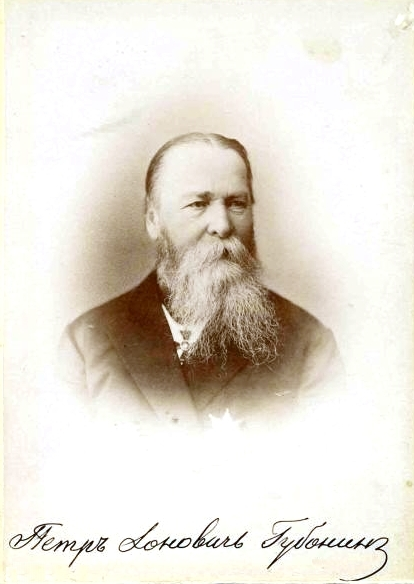
Пётр Ионович Губонин.

## Имение Фундуклея
В конце 1834 — начале 1835 года Воронцов, за 100 тысяч рублей, продал гурзуфское имение площадью 83 десятины 990 квадратных саженей миллионеру-откупщику греческого происхождения Ивану Юрьевичу Фундуклею. Более распространена версия, что усадьбу купил сын Ивана Юрьевича, канцелярист Воронцова действительный тайный советник с 1839 года киевский губернатор Иван Иванович Фундуклей, Иван Иванович Фундуклей, поскольку по имеющимся сведениям Иван Юрьевич скончался в 1835 году
,

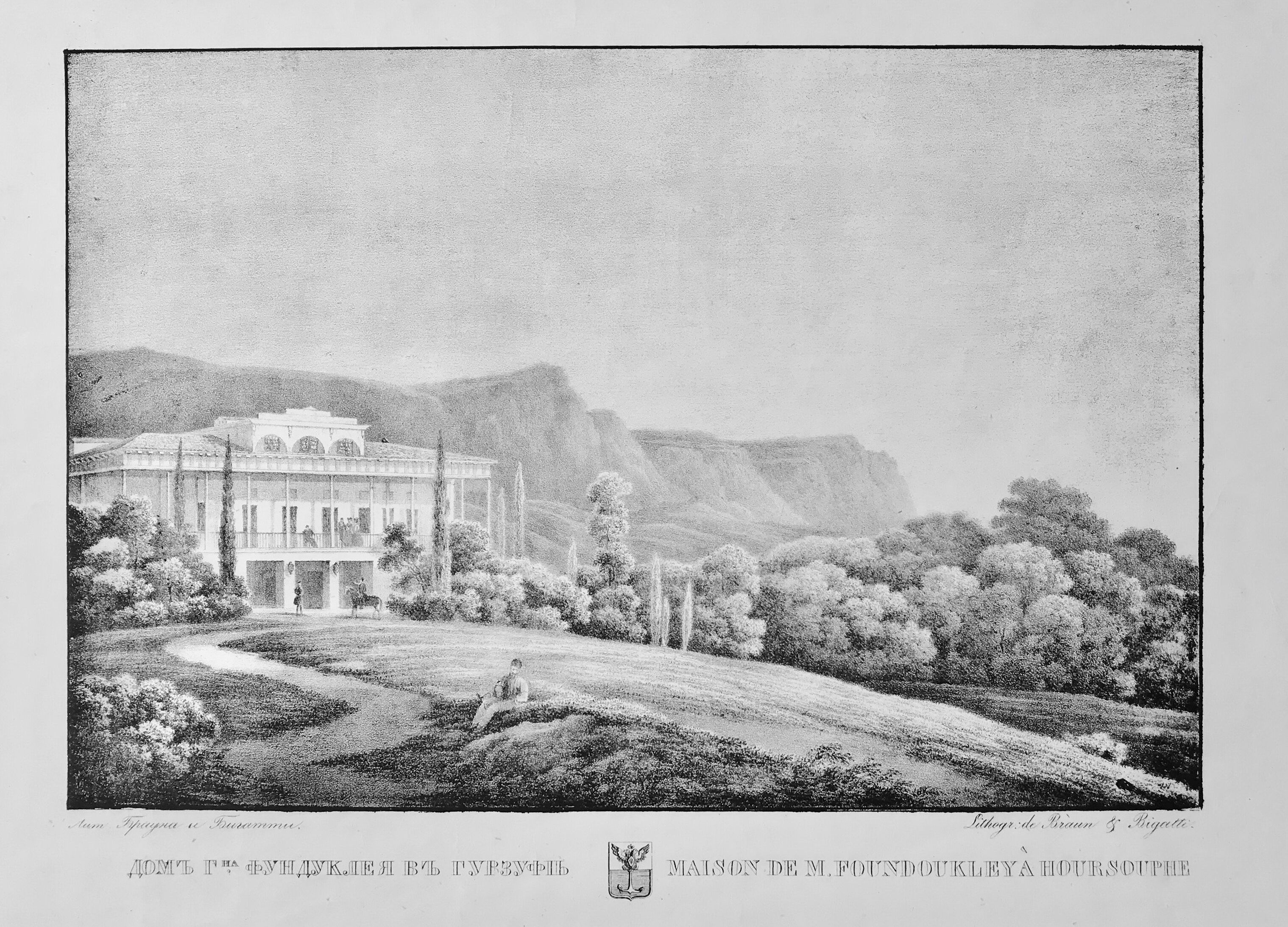
Чернецов, Н. Г. Дом Фундуклея, 1836 г

Фундуклей владел имением более 45 лет. Иван Иванович 16 сентября 1837 года принимал в гурзуфском доме «Императора Николая I, Императрицу Александру Федоровну, Великую Княжну Марию Николаевну с большой свитой. В состав свиты входили генерал-адъютант граф Орлов, генерал-адъютант Адлерберг, обер-шталмейстер князь Долгоруков, доктор Арендт и др. лица». Владелец почти ежегодно, кроме времени Крымской войны бывал в имении, а к окончанию войны «дом стал вовсе плох в самых существенных своих частях» и в 1861 году пришлось реконструировать дом. Новый владелец капитально перестроил дом, обогатив его отделку. Была сломана мансарда, в которой жил Пушкин, вместо неё сделали простую крышу. Находившийся ранее с западной стороны главный вход, ведущий сразу на нынешний второй этаж, был закрыт. На той же стороне был очищен от земли фундамент и нежилой подвал переделали в жилое помещение. Главный вход перенесли на восточную сторону, к веранде, обращённой в сторону моря и Гурзуфа, деревянные колонны галереи были заменены модными тогда чугунными. При этом дом до наших дней в точности сохраняет габариты и общий характер небольшого двухэтажного здания, основное внимание в котором притягивает веранда. Вначале открытая, в 1894 году веранда была застеклена. Фундуклей преобразовал и парк, украсив его цветниками и фонтанами.

Путеводитель по Крыму Сосногоровой 1871 года так описывал имение
Оно представляет бесспорно одно из прелестнейших мест на всем Южном берегу Крыма. При живописном местоположении и богатой южной растительности, собранной здесь со всех концов мира, на этой прекрасной даче соединены всевозможные принадлежности и затеи всякого богатого барского имения; и потому парки и сады Гурзуфа отличаются как искусством своего расположения, так равно и необыкновенным богатством и разнообразием собранных в них растений; роскошные цветники, беседки и оранжереи — всё это заслуживает здесь полного внимания и осмотра путешественника, любящего изящное в природе и в искусстве. Виноградники Гурзуфа и добываемое из них вино также считаются лучшими на всем Южном берегу, и гурзуфские вина могут смело соперничать с винами иностранными
В начале 1870-х годов имение занимало площадь в 125 десятин, «половина из которых заняты под виноградник, фруктовый сад, оранжереи». В 1874 году Александр II, посещавший дом ещё в будучи Великим Князем в 1837 году, хотел приобрести имение в Гурзуфе в качестве свадебного подарка дочери Великой Княжне Марии Александровне и просил И. И. Фундуклея назначить цену. И. И. Фундуклей ответил, что «…он богат и одинок, поэтому будет счастлив, если государь позволит милостливо принять это имение в дар, но продать его не может». Александр II поблагодарил Фундуклея, но от подарка отказался.

## Дом Губонина
После смерти Ивана Ивановича Фундуклея в августе 1880 года, имение, ввиду отсутствия собственных детей, унаследовали его племянницы — баронесса Варвара Григорьевна фон Врангель (супруга Григория Григорьевича Врангеля, дядя генерала П. Н. Врангеля, то есть, тётка будущего правителя юга России) и Анна Григорьевна Краснокутская (супруга генерала Краснокутского), обе урождённые Голицыны. Крымом сёстры не интересовались и выставили имение на торги, спешно продав в мае 1881 года усадьбу площадью 83 десятины за 250 тысяч рублей статскому советнику, строителю Курско-Лозово-Севастопольской железной дороги, Петру Ионовичу Губонину. В 1882 году Губонин прикупил имение князя В. И. Барятинского на левом берегу Авунды, где развернул строительство своего знаменитого впоследствии курорта. Сам Пётр Ионович с семьёй жил в бывшем доме Ришелье.
После смерти в 1894 году П. И. Губонина дом унаследовал его сына Сергей Губонин, который в 1902 году был вынужден продать всё имение «Акционерному обществу курорта Гурзуф» (учредители Третьяков, Бабурин, Голицын, Долгоруков, князь Оболенский и другие). Здание стали использовать для приёма высокопоставленных гостей. В 1904 году Гурзуф по суду перешёл главным кредиторам — наследникам некоего К. И. Волкова, а в 1910 году курорт выкупила группа предпринимателей — Никитин, Шустов, Парфенов и Евстигнеев. После Губониных дом сдавался в наём курортникам. В 1916 году последним владельцем усадьбы стал Николай Хрисанфович Денисов, инженер-путеец, бывший директор правления Троицко-Орской железной дороги.

## После революции
16 декабря 1920 года приказом председателя Революционного комитета Крыма были изъяты «из частного владения как разных ведомств, так и частных лиц все имения Южного берега Крыма в районе от Судака до Севастополя включительно» и передавались в ведение специально созданного Управления Южсовхоза. 11 августа 1921 года дом был передан Крымскому областному комитету по делам музеев и охране памятников старины, искусства, природы и народного быта (КрымОХРИС) с целью организации музея. В 1922 году здание перешло в состав военно-курортной станции, впоследствии ставшей, созданным в гостиницах курорта Гурзуф Центральным санаторием Министерства обороны. Дом Ришелье с того же года стал госдачей и первым отдыхающим был председатель ЦИК Крымской АССР Ю. П. Гавен. В память о пребывании здесь Пушкина хлопотами заведующего сектором пушкиноведения Пушкинского Дома, жившего летом в Гурзуфе Б. В. Томашевского в 1927 году на здании установили мемориальную доску, которая куда-то пропала и в 1937 году пришлось устанавливать ещё одну. В 1936 году правительство Крыма обратилось в Совнарком СССР с просьбой о создании пушкинского музея и в 1938 году в здании был открыт Музей А. С. Пушкина. В годы войны музей был эвакуирован, а после её окончания и ремонта в доме вновь открыли госдачу. В феврале 1989 года было принято решение Крымского облисполкома принято решение о создании Музея А. С. Пушкина. Дом капитально отремонтировали, вернув вид, который он имел ещё при И. И. Фундуклее, после чего был открыт музей. Распоряжением Правительства Российской Федерации № 2073-р от 17 октября 2015 года «Дом, в котором жил А. С. Пушкин» отнесён к объектам культурного наследия федерального значения.
В 2021 году из бюджета было выделено 313,3 млн рублей на проведение реставрации здания, обновление материально-технической базы и приобретение экспонатов. Была решена проблема с доступом посетителей в музей, который находится на территории санатория "Пушкино". Прилегающая к зданию территория будет иметь статус публичного сервитута. Работы завершены к осени 2023 года.